# Vild med dans (sæson 22)
Den 22. sæson vil få premiere den 26. september 2025.
Den 30. juni 2025 blev en 22. sæson af Vild med dans annonceret, hvor TV 2 samtidig annoncerede at den kommende sæson ville blive den sidste nogensinde, da koncernen valgte at afvikle Vild med dans herefter.
Årets finale vil finde sted den 28. november 2025 i Forum Horsens.

## Par
| # | Kendt | Profession | Professionel dansepartner | Status |
| - | ----- | ---------- | ------------------------- | ------ |
|   |       |            | Asta Björk Ivarsdottir    |        |
|   |       |            | Camilla Dalsgaard         |        |
|   |       |            | Jenna Bagge               |        |
|   |       |            | Karina Frimodt            |        |
|   |       |            | Mille Funk                |        |
|   |       |            | Damian Czarnecki          |        |
|   |       |            | Eugen Miu                 |        |
|   |       |            | Michael Olesen            |        |
|   |       |            | Morten Kjeldgaard         |        |
|   |       |            | Thomas Evers Poulsen      |        |